# 邮件传输代理
在互联网电子邮件系统中，消息傳輸代理（Message Transfer Agent，简称MTA）有時又稱郵件傳輸代理（Mail Transfer Agent）、邮件中繼（Mail Relay）。它是一種软件，該軟件通過简单邮件传输协议将电子邮件信息从一台計算機传输到另一台計算機。有時也可以將MTA稱爲郵件服務器（Mail Server），邮件交换器（Mail Exchanger），郵件交換宿主（MX host）。
網絡交換的消息在郵件服務器之間傳遞，這也包括所有的附件(如圖像、多媒體文件或電子文檔等)。這些服務器通常還為電子郵件保留郵箱。最終用戶通過網頁郵件或電子郵件客戶端訪問此郵件。

## 工作方式
MTA接收來自另一個MTA、郵件投遞代理 (MSA), or a 郵件用戶代理 (MUA)的郵件。具體的傳輸細節由 简单邮件传输协议 (SMTP)完成。 当郵件的收件者不位於本地時，该郵件将被中繼，即轉發到另一個MTA。每次MTA接收到電子郵件消息時，它都會在消息頭的頂部添加一個Received跟蹤頭字段，從而構建順序記錄用于MTA處理消息。爲下一跳選擇目標MTA的過程也在SMTP中描述，但通常可以在MTA軟件中配置特定路由來覆寫。
MTA的工作是在幕後的，而用戶通常與郵件用戶代理(Mail User Agent，简称MUA)直接交互。有時需要區分出藉助郵件提交代理（Mail Submission Agent，簡稱MSA）完成作爲第一次嘗試的初始化提交：端口587用於MUA和MSA之間的通信，而端口25用於MTA之間的通信、或MSA到MTA的通信；RFC 2476首次做出了這種區分。
對於位於本地的收件人，則是由郵件傳遞代理(MDA)將電子郵件最終傳遞到收件人郵箱。爲此，MTA將消息傳送到MDA的郵件處理服務組件。在最終交付時，Return-Path字段被添加到信封中以記錄返回路徑。

## 傳輸與訪問
中繼或過濾服務器通常只會短暫地存儲電子郵件，但其他系統會爲電子郵件保留完整的信箱——因此有一些方式支持終端用户通过MUA或電子郵件客戶端访问電子郵件
这方面的常用协议有：
- 郵局協定(POP3)
- 因特网信息访问协议(IMAP)
- 其他专有協議，如微软的MAPI（英语：MAPI）

郵件客戶端通過SMTP發送新郵件，通常使用587或465端口。現在這一行爲通常被限制于僅向擁有帳戶（例如他們的ISP）的使用者提供。這是政策上而不是技術上的原因，這樣ISP就有辦法讓用戶對[[垃圾郵件|濫發電子訊息}或其他形式電子郵件濫用負責